# Mólniya (satélite)
Mólniya (en ruso: Молния, en español: "relámpago") era el nombre de un sistema inicialmente militar, aunque también tuvo usos civiles, de comunicaciones por satélite creado y operado por la Unión Soviética. Adscrito inicialmente en el programa espacial de la Unión Soviética el sistema estuvo activo desde 1965 hasta 2014 ya que, tras la disolución de la URSS, la Federación Rusa prosiguió sus operaciones. 
Los satélites utilizaban una órbita muy excéntrica y elíptica lo que permitía que fueran aptos para su uso en regiones polares durante largos periodos ya que los lugares cerca de los polos no pueden comunicarse con satélites en órbita geoestacionaria. En total se lanzaron y operaron 164 satélites Mólniya.

## Historia
A comienzos de la década de 1960 los estados de Europa occidental y de América comenzaron a lanzar satélites de comunicación ubicándolos en órbitas geoestacionarias. Sin embargo dicha ubicación no era apta por la ubicación geográfica que ocupaba la Unión Soviética ya que requería el uso de grandes cantidades de combustible para alcanzar la órbita y era complejo otorgar la inclinación adecuada para recibir la señal. Adicionalmente los satélites ubicados en órbita geoestacionaria ofrecen una deficiente cobertura en zonas polares. Por ello la Oficina de Diseño Experimental OKB-1, dirigida por Serguéi Koroliov y encargada de poner en marcha el sistema, buscó una órbita más favorable y que requiriera menor cantidad de energía. Los estudios encontraron que el proyecto podría lograrse lanzando satélites que trazaran una gran órbita elíptica con apogeo sobre el territorio de Rusia.

## Características
Un satélite con órbita muy elíptica pasa largo tiempo sobre el área designada de la tierra, fenómeno conocido como "pozo del apogeo". Este recorrido es también conocido como «Órbita de Mólniya». Para conseguir que la posición del apogeo no sea afectada fuertemente por perturbaciones orbitales, se elige una inclinación de cerca de 63,26° Así se hace que el ángulo del perigeo sea constante durante largo tiempo. La fórmula que da el cambio del ángulo del perigeo por día es la siguiente:
{\displaystyle \Delta \omega _{dia}=4,98^{\circ }\left({\frac {R_{E}}{a}}\right)^{\frac {7}{2}}{\frac {5\cos ^{2}i-1}{\left({1-\varepsilon ^{2}}\right)^{2}}}}
La ecuación se hace cero para una inclinación de 63,4° Los satélites Molniya tenían un período orbital de alrededor de 12 horas.
Hay satélites estadounidenses que han usado órbitas de Molniya.
NPO Mólniya era el nombre usado por una de muchas oficinas de diseño soviéticas. La oficina Mólniya era dirigida por Matus Bisnovat, y se especializaba en el desarrollo de misiles. Mólniya era también responsable del satélite del mismo nombre.

## Mólniya serie 1
La autorización para el programa Mólniya tuvo lugar el 30 de octubre de 1961 siendo un proyecto diseñado y encargado a la oficina OKB-1. Basado inicialmente en el bus satelital Kaur-2 su diseño definitivo concluyó en 1963. El 4 de junio de 1964 se produjo el primer lanzamiento que fracasó debido a un fallo en la fuerza de empuje 287 segundos después de iniciarse el proceso causado por un servomotor atascado. 
El 22 de agosto de 1964 se produjo el segundo lanzamiento conocido públicamente como Kosmos 41. No fue totalmente exitoso ya que alcanzó la órbita prevista pero el despliegue de las antenas parabólicas no se pudo completar por un fallo en el mecanismo de liberación. Pese a ello se mantuvo operativo durante nueve meses. El primer satélite plenamente funcional, denominado Mólniya 1-1, se lanzó con éxito el 23 de abril de 1965. Meses más tarde, el 30 de mayo de 1966, el tercer satélite de la serie Mólniya 1 fue capaz de tomar las primeras imágenes completas del planeta Tierra desde el espacio por primera vez en la historia.
Los primeros satélites de la serie Mólniya 1 se diseñaron para su utilización en televisión, telégrafo y teléfono en toda la extensión de la Unión Soviética. Además equipaban cámaras para realizar predicciones y análisis meteorológicos y, posiblemente, en búsqueda de áreas vacías y aptas para la utilización de los satélites espías Zenit. En 1967 el sistema era completamente funcional tras la construcción de las estaciones terrestres Orbita. La vida útil de los satélites estaba estimada en 18 meses, debido al deterioro de los paneles solares que suministraban su energía o las perturbaciones orbitales, lo que obligaba a su renovación constante. En total se lanzaron a la órbita 94 satélites Mólniya serie 1 siendo el último de ellos en 2004.
A lo largo de la década de 1970 los satélites Mólniya 1, y los de su actualización denominada Mólniya 1T, se utilizaron prioritariamente para comunicaciones de carácter militar. Para los destinados a la transmisión de comunicaciones civiles se implementó un nuevo programa, llamado Mólniya serie 2, cuyos primeros pasos tuvieron lugar en 1971 y su primer satélite funcional se desplegó en 1974.

## Mólniya serie 2
Los primeros satélites de la serie Mólniya 2 comenzaron a probarse a partir de 1971 si bien el lanzamiento del primer satélite operativo tuvo lugar en 1974 desde el Cosmódromo de Plesetsk. Usaron el mismo bus de satétite y el mismo diseño básico que los satélites de la serie Mólniya 1T con un mayor número de usuarios bajo el programa del Sistema Unificado de Comunicaciones por Satélite (YeSSS) del ejército. Estos satélites se utilizaron para desarrollar la red de televisión nacional soviética, llamada Orbita, que se había establecido unos años antes en 1967. Únicamente se lanzaron diecisiete satélites de la serie Mólniya 2 ya que pronto fueron reemplazados por el Mólniya 3.

## Mólniya serie 3
Originalmente denominado Mólniya-2M la tercera serie del sistema comenzó su desarrollo en 1972 y sus lanzamientos empezaron en 1974. Se basaron en el bus de satélite KAUR-2 que se operaba únicamente desde Plesetsk. Los modelos anteriores se utilizaron para comunicaciones civiles en una órbita similar pero con un propósito diferente a los satélites Molniya-1 cuya finalidad era militar. A partir de la década de 1980 fueron utilizados por los militares y en la década de 1990 se operaban de la misma manera que los satélites Mólniya 1. Se completaron un total de 53 lanzamientos de satélites de la serie Mólniya 3 siendo el último en 2003.